# Sé (Braga)
Sé (IPA: [sɛ]) is een plaats (freguesia) in de Portugese gemeente Braga en telt 3 587 inwoners (2001).